# ترکم نکن (ترانه بی‌تی‌اس)
«ترکم نکن» (به انگلیسی: Don't Leave Me) ترانه‌ای از گروه پسرانهٔ کره‌ای بی‌تی‌اس، از سومین آلبوم استودیویی ژاپنی‌زبان گروه، با خودت مواجه شو (۲۰۱۸) است. این قطعه که توسط بیگ هیت اینترتینمنت منتشر شد، سومین تک‌آهنگ آلبوم و همچنین موسیقی متن مجموعهٔ تلویزیونی ژاپنی سیگنال (۲۰۱۸) بود.

## عملکرد تجاری
«ترکم نکن» در جدول ترانه‌های دیجیتال ملل ایالات متحده اول شد و هفتمین شمارهٔ یک گروه در این جدول بود.

## جداول

### جداول هفتگی
| جدول (۲۰۱۸)                                      | بالاترین موقعیت |
| ------------------------------------------------ | --------------- |
| فروش ترانه‌های دیجیتال فنلاند (بیلبورد)           | ۴               |
| فرانسه (اس‌ان‌ئی‌پی)                                | ۹۱              |
| تک‌آهنگ‌های دیجیتال ژاپن (اوریکون)                 | ۱۸              |
| ژاپن (۱۰۰ آهنگ داغ ژاپن)                         | ۲۱              |
| بین‌المللی کرهٔ جنوبی (گائون)                      | ۲۰              |
| فروش ترانه‌های دیجیتال ملل ایالات متحده (بیلبورد) | ۱               |

### جداول پایان سال
| جدول (۲۰۱۸)              | موقعیت |
| ------------------------ | ------ |
| ژاپن (۱۰۰ آهنگ داغ ژاپن) | ۹۶     |

## فروش‌ها
| کشور                   | فروش‌های دیجیتال |
| ---------------------- | --------------- |
| ژاپن (اوریکون)         | ۴٬۶۱۱           |
| ایالات متحده (بیلبورد) | ۹٬۰۰۰           |